# سوپر لیگ والیبال روسیه
سوپر لیگ والیبال روسیه (به روسی: Волейбольная суперлига) یک لیگ حرفه‌ای والیبال است که میان تیم‌های روسی توسط فدراسیون والیبال روسیه برگزار می‌شود، سوپرلیگ والیبال روسیه بالاترین سطح مسابقات باشگاهی والیبال در روسیه است و به عنوان یکی از لیگ‌های معتبر جهان به‌شمار می‌رود.

## رقابت‌ها

### قهرمانان والیبال روسیه
| سال  | قهرمان                       | نایب قهرمان                  | سوم                           |
| ---- | ---------------------------- | ---------------------------- | ----------------------------- |
| ۱۹۹۲ | اسپارتاک سنت پترزبورگ        | ام جی تی یو مسکو             | دینامو مسکو ریجن              |
| ۱۹۹۳ | اسپارتاک سنت پترزبورگ        | زسکا مسکو                    | دینامو مسکو ریجن              |
| ۱۹۹۴ | زسکا مسکو                    | ایسکرا اودینتسوفو            | ساموتلور نیژنوارتوفسک         |
| ۱۹۹۵ | زسکا مسکو                    | لوکوموتیو بلگورود            | سنت پترزبورگ                  |
| ۱۹۹۶ | زسکا مسکو                    | بلگوری بلگورود               | ساموتلور نیژنوارتوفسک         |
| ۱۹۹۷ | بلگوری دینامو بلگورود        | یوای ام ایزومرود یکاترینبورگ | زسکا مسکو                     |
| ۱۹۹۸ | بلگوری دینامو بلگورود        | یوای ام ایزومرود یکاترینبورگ | زسکا مسکو                     |
| ۱۹۹۹ | یوای ام ایزومرود یکاترینبورگ | بلگوری دینامو بلگورود        | ایسکرا آر وی اس ان اودینتسوفو |
| ۲۰۰۰ | بلگوری دینامو بلگورود        | یوای ام ایزومرود یکاترینبورگ | ایسکرا آر وی اس ان اودینتسوفو |
| ۲۰۰۱ | ام جی تی یو مسکو             | یوای ام ایزومرود یکاترینبورگ | ایسکرا آر وی اس ان اودینتسوفو |
| ۲۰۰۲ | لوکوموتیو بلگوری بلگورود     | ام جی تی یو لوژنیکی مسکو     | دینامو اولیمپ مسکو            |
| ۲۰۰۳ | لوکوموتیو بلگوری بلگورود     | ایسکرا اودینتسوفو            | یوای ام ایزومرود یکاترینبورگ  |
| ۲۰۰۴ | لوکوموتیو بلگوری بلگورود     | دینامو مسکو                  | دینامو کازان                  |
| ۲۰۰۵ | لوکوموتیو بلگوری بلگورود     | دینامو مسکو                  | دینامو کازان                  |
| ۲۰۰۶ | دینامو مسکو                  | لوکوموتیو بلگوری بلگورود     | ایسکرا اودینتسوفو             |
| ۲۰۰۷ | دینامو ترانس گاز کازان       | دینامو مسکو                  | ایسکرا اودینتسوفو             |
| ۲۰۰۸ | دینامو مسکو                  | ایسکرا اودینتسوفو            | دینامو ترانس گاز کازان        |
| ۲۰۰۹ | زنیت کازان                   | ایسکرا اودینتسوفو            | نووی اورنگوی                  |
| ۲۰۱۰ | زنیت کازان                   | لوکوموتیو بلگوری بلگورود     | دینامو مسکو                   |
| ۲۰۱۱ | زنیت کازان                   | دینامو مسکو                  | لوکوموتیو بلگوری بلگورود      |
| ۲۰۱۲ | زنیت کازان                   | دینامو مسکو                  | ایسکرا اودینتسوفو             |
| ۲۰۱۳ | بلگوری بلگورود               | اورال اوفا                   | زنیت کازان                    |
| ۲۰۱۴ | زنیت کازان                   | لوکوموتیو نووسیبیرسک         | بلگوری بلگورود                |

### قهرمانان مسابقات قهرمانی شوروی
- ۱۹۳۳–۱۹۳۶ - مسکو
- ۱۹۳۸٫ ۱۹۳۹ - اسپارتاک (سن پترزبورگ)
- ۱۹۴۰ - اسپارتاک مسکو
- ۱۹۴۵–۱۹۴۸ - دینامو مسکو
- ۱۹۴۹–۱۹۵۰ - زسکا مسکو
- ۱۹۵۱ - دینامو مسکو
- ۱۹۵۲ - زسکا مسکو
- ۱۹۵۳–۱۹۵۴ - زسکا مسکو
- ۱۹۵۵ - زسکا مسکو
- ۱۹۵۶ - جمهوری سوسیالیستی شوروی اوکراین
- ۱۹۵۷ - اسپارتاک (سن پترزبورگ)
- ۱۹۵۸ - زسکا مسکو
- ۱۹۵۹ - سن پترزبورگ
- ۱۹۶۰–۱۹۶۲ - زسکا مسکو
- ۱۹۶۳ - سن پترزبورگ
- ۱۹۶۵، ۱۹۶۶ - زسکا مسکو
- ۱۹۶۷ - جمهوری سوسیالیستی شوروی اوکراین
- ۱۹۶۸ - کالف تالین
- ۱۹۶۹ - بوروستینک آلما آتا
- ۱۹۷۰–۱۹۸۳ - زسکا مسکو
- ۱۹۸۴ - رادیو تکنیک ریگا
- ۱۹۸۵–۱۹۹۱ - زسکا مسکو
- ۱۹۹۲ - شاختار دونتسک